# 겔른하우젠

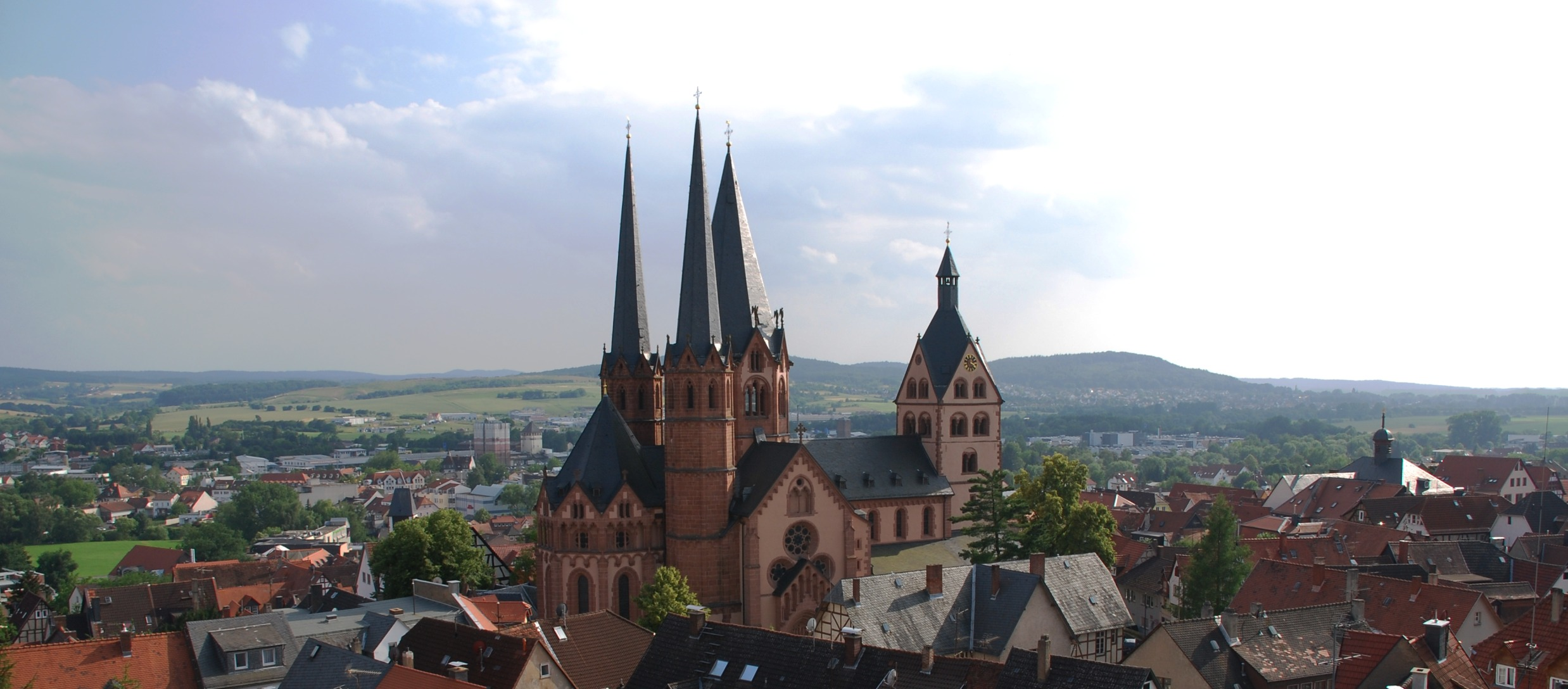
겔른하우젠

겔른하우젠(독일어: Gelnhausen)은 독일 헤센주에 위치한 도시로 면적은 45.18km2, 높이는 180 ~ 312m, 인구는 22,796명(2016년 12월 31일 기준), 인구 밀도는 500명/km2이다.

시 문장

## 지리
포겔스베르크산맥(Vogelsberg)과 슈페사르트산맥(Spessart) 사이에 위치하며 프랑크푸르트암마인에서 동쪽으로 약 40km 정도 떨어진 곳에 위치한다. 독일의 관광도로 가운데 하나인 독일 동화 가도가 지나가는 도시 가운데 한 곳이기도 하다.

## 역사
1170년 신성 로마 제국의 프리드리히 1세 황제로부터 제국자유도시 칭호를 받았다. 1349년에는 슈바르츠부르크(Schwarzburg) 백작령, 혼슈타인(Hohnstein) 백작령에 매각되었고 1435년에는 하나우 백작령, 팔츠 선제후국에 매각되었다.
1736년 하나우 백국이 소멸되면서 헤센카셀 방백령에 편입되었으며 1803년에는 헤센카셀 방백령이 헤센카셀 선제후국으로 격상되면서 제국자유도시 칭호를 상실했다. 1866년 프로이센 왕국에 합병되면서 산업화가 진행되었다.